# Роздолівка (зупинний пункт)
Роздо́лівка — пасажирська зупинна залізнична платформа Лиманської дирекції Донецької залізниці.
Розташована у с. Роздолівка, Бахмутський район, Донецької області. Платформа розташована на лінії Лиман — Микитівка між станціями Сіль (3 км) та Зовна (7 км).
На платформі зупиняються приміські поїзди.